# Pieter de Korver
Pieter de Korver (New Plymouth, 27 november 1982) is een Nederlands pokerspeler die onder meer het hoofdtoernooi van het EPT-evenement in Monte Carlo 2009 en het $1.000 No Limit Hold'em - 6 Max-toernooi van het PokerStars Caribbean Adventure 2010 won. Hij verdiende tot en met juni 2015 meer dan $4.000.000,- in pokertoernooien (cashgames niet meegerekend).

## Wapenfeiten
De Korver begon voltijds te pokeren in 2007 en werd in 2008 winnaar van het Pokerkampioenschap van Nederland, een gratis toernooi georganiseerd door Pokerstars. Na deze overwinning werd hij door Pokerstars uitgenodigd om mee te spelen in de EPT-toernooien. Na weinig succes in onder meer het EPT-toernooi van Barcelona, lukte het wel in Monte Carlo, waar hij met de hoofdprijs van € 2.300.000,- wegging, op dat moment het grootste bedrag ooit door een Nederlander gewonnen in een officieel pokertoernooi. Dit gebeurde tien dagen nadat landgenoot Constant Rijkenberg de hoofdprijs won in het EPT-toernooi van San Remo, goed voor ruim $1.500.000,-. De Korver was met zijn overwinning de vierde Nederlander die een EPT-titel op zijn naam schreef, na Noah Boeken, Rob Hollink en Rijkenberg.
De Korvers tweede grote toernooi-overwinning volgde in januari 2010. Toen liet hij in het PokerStars Caribbean Adventure op Atlantis Paradise Island 451 tegenstanders achter zich. Daarmee streek hij $110.050,- op. Eerder speelde hij zich op de World Series of Poker (WSOP) van 2009 voor het eerst (en een week later ook voor de tweede keer) naar prijzengeld in een WSOP-toernooi. Dit door 270e (van 2506 spelers) te worden in het $1.500 No Limit Hold'em-toernooi en 76e (van 1695 spelers) in het $2.000 No Limit Hold'em-toernooi.
De Korver werd in 2009 opgenomen in het door de naamgever gesponsorde Team PokerStars Pro. Dat verlengde in mei 2011 zijn aflopende contract niet. De Korver bleef wel spelen en werd een maand na het bekendmaken van zijn afscheid van PokerStars dertigste (van 332) in het $1.590 No Limit Hold'em-toernooi van de Deep Stack Extravaganza III in Las Vegas en elfde (van 580 spelers) in het $2.500 Mixed Hold'em (Limit/No-Limit)-toernooi van de World Series of Poker 2011.